# Bahia De Caraquez (flygplats)
Bahia De Caraquez är en flygplats i Ecuador. Den ligger i den västra delen av landet, 210 km väster om huvudstaden Quito. Bahia De Caraquez ligger 3 meter över havet.
Terrängen runt Bahia De Caraquez är kuperad åt sydost, men åt nordväst är den platt. Havet är nära Bahia De Caraquez åt sydväst. Runt Bahia De Caraquez är det ganska tätbefolkat, med 93 invånare per kvadratkilometer. Närmaste större samhälle är Bahía de Caráquez, 3,1 km sydväst om Bahia De Caraquez. Trakten runt Bahia De Caraquez består huvudsakligen av våtmarker.